# 忘れられた被災地
忘れられた被災地（わすれられたひさいち）は、最も被害を受けた被災地が注目されていることから、甚大な被害を受けているにもかかわらず注目されていない被災地を表す言葉。

## 東日本大震災における茨城県
2011年（平成23年）3月11日に発生した東北地方太平洋沖地震による東日本大震災では、東北地方の岩手・宮城・福島3県の被害が甚大だったが、関東地方の茨城県が被った被害も大きく、また千葉県でも無視できない数ほどの被害があった。福島第一原発事故による海外輸出規制対象にも指定された。
しかし、茨城や千葉の被災地は計画停電エリアに設定されたり、がんばろう東北・東北復興応援などのキャンペーンの際には東北の日本海側の県が入っても、関東甲信越にある茨城、千葉、長野県北部地震のあった長野は多くの場合対象外になったりと、被害状況が伝わらないことから、茨城県は被災地として忘れられているのではないかという想いが県民の間に広がり、後の報道機関の記事などで茨城県は「忘れられた被災地」と言われた。

### 地震発生状況
- 2011年（平成23年）3月11日14時46分 - 東日本大震災発生。県内多くの地域で最大震度6強の揺れを観測した。
- 2011年（平成23年）3月11日15時15分 - 茨城県沖を震源とするM7.6の地震（最大余震）も発生し、鉾田市で震度6強を観測するなどして被害が拡大した。

### 被害状況
- この地震による、死者・行方不明者は66名、住宅の全半壊・一部破損は20万軒以上に上った。また多くの市町村で、液状化現象も認められた。
- 地震による家屋損壊数も福島県と宮城県に次いで多く、犠牲者数も福島県に次ぐ多さであった。
- 太平洋沿岸地域は大きな津波の被害を被り、北茨城市の名勝である五浦六角堂が土台のみを残し流失する[6]など、沿岸地域に津波による家屋等への被害が拡大した。浸水面積は23 km2であり、福島県と接する北茨城市で犠牲者が出た。また、高萩市、日立市、ひたちなか市、大洗町、神栖市などで市街地が浸水した。
- 液状化現象の被害も広範囲であり、特に霞ヶ浦・北浦南岸から利根川下流一帯の潮来市、神栖市、鹿嶋市、稲敷市などで被害が大きく、1万戸弱が被害を受け、液状化現象による被害の復旧作業には期間を要した。
- 東海村の日本原子力発電・東海第二原発も最大5.4メートルの津波に襲われた。しかし、6.1メートルの新防護壁が辛うじて浸水被害を防ぎ、全電源喪失という事態は免れ、冷温停止にこぎつけた。
- 行方市で鹿行大橋が崩落して1人が犠牲になるなど、道路網も県内各地で甚大な被害を被った。
- 県内の公共交通機関も、JR東日本の路線をはじめ多くの鉄道で被害を被り、交通網が寸断された。
- 茨城県南地域にあるつくば市の筑波研究学園都市でも、国の科学技術の研究所が多く被害を受けて、筑波大学遺伝子実験センターが2日間停電により冷凍サンプルの温度上昇による融解や、産業技術総合研究所の電子顕微鏡など実験計測機器などで数十億円に上る被害、高エネルギー加速器研究機構での大型加速器の損壊[7]、筑波大学の図書館書架や貴重書の損壊、ガラス製天窓が割れて床に降り注ぐなどの被害[8]（入学試験時期で入館制限期間中のため学生、職員などへの大きな怪我は無し）など甚大なる被害を被った。

### 計画停電
こうした甚大な被害を受けた被災県であるにもかかわらず、県内の被災地が3月14日に東京電力の被災状況の考慮不足によって計画停電が決行された。当時の茨城県知事の橋本昌が、当時の内閣総理大臣の菅直人および東京電力に対して強く抗議を申し入れたが、一方で東京都においては東京都区部（荒川区・足立区を除く）では計画停電は実施されず、被災状況を考慮せずに事務的に停電地域を決定したため、3月14日の初日に実施に踏み切られた唯一の停電では、重度の被災地域である茨城県鹿行地区、県北地区が対象となった。この事態を受け、茨城県知事の橋本は公式に記者会見を開いて、東京電力を非難した。この結果、翌15日からは、茨城県全域が計画停電（輪番停電）の対象から外された。

### 報道機関への資料提供
報道機関への資料提供は、2011年3月から同年10月まで、計2,134回行われた。
また、知事、生活環境部長、農林水産部長、危機管理監及び保健福祉部次長による臨時記者会見が合わせて29回開催され、情報発信を行った。

#### 全国紙・地方紙・テレビにおける報道の地理的な偏り
茨城県は関東1都6県共通の民放キー局（日本テレビ・テレビ朝日・TBS・テレビ東京・フジテレビ）の放送対象地域ではあるが、日本47都道府県で唯一県域民放テレビ局が存在しない（NHK水戸放送局は存在する）。また県域ラジオ局も、多くの県ではAM局とFM局ひとつずつの2局体制が普通であるのに、本県では茨城放送のみである。よって、ローカルニュース情報に乏しく、情報発信力が低い状況になる。
全国紙・テレビにおける都道府県名の登場割合は、全国紙では福島県が24.2%で千葉県と茨城県が7.6%、テレビにおいては宮城県が14.6%で茨城県は3.7%との調査結果がある。同書籍内では、調査結果とそれに関連して下記のような記載がある。

## その他
2011年の東日本大震災における茨城県以外にも、「忘れられた被災地」の使用例として以下のものがある。
- 2011年の東日本大震災の直後に長野県北部地震が発生した長野県栄村[14]
- 2011年の東日本大震災における都心湾岸部[15]
- 2011年の東日本大震災における千葉県旭市[16]
- 2018年の西日本豪雨の直前に起こった大阪府北部地震の茨木市[17]
- 2019年の令和元年房総半島台風における千葉県鋸南町[18]